# 吉峯耕平
吉峯 耕平（よしみね こうへい、1977年〈昭和52年〉12月2日 - ）は、田辺総合法律事務所に所属する日本の弁護士。日本医療情報学会所属。

## 経歴
1996年麻布高等学校を卒業し、2002年に東京大学経済学部を卒業。2005年に最高裁判所司法修習を修了し弁護士登録され、第一東京弁護士会に入所する。
保安通信協会調査研究部会デジタル・フォレンジック分科会委員、第一東京弁護士会総合法律研究所IT法研究部会副部会長、国立病院機構埼玉病院受託研究審査委員会・倫理委員会委員、第一東京弁護士会総合法律研究所IT法研究部会部会長、国立国際医療研究センター臨床倫理委員会委員、司法改革推進センター委員に就任している。
2018年には「医療情報を受託管理する情報処理事業者における安全管理ガイドライン」に改定検討会委員として携わった。2018年冬号にて有斐閣の『論究ジュリスト』に寄稿している。

## 法的見解
VALUが2017年8月に発表した取引制限措置について、「本質的な対応とはかけ離れている」と指摘している。
不同意性交罪の創設について「被害者と被告の内心を証明するのが困難で、被害者保護にマイナスになる」として慎重な見解を示している。それに関連し、日本共産党が2019年に掲げた公約をあらゆるセックスを犯罪視するものとして批判している。

## 著書
- 高橋郁夫・梶谷篤・吉峯耕平・荒木哲郎・岡徹哉・永井徳人 編『デジタル証拠の法律実務Q&A』日本加除出版、2015年9月。ISBN 9784817842480。
  - 高橋郁夫・梶谷篤・吉峯耕平・荒木哲郎・山口裕司・永井徳人・丸山修平 編『デジタル証拠の法律実務Q&A』（第2版）日本加除出版、2023年9月。ISBN 9784817849045。
- 中崎隆・安藤広人・板倉陽一郎・永井徳人・吉峯耕平 編『データ戦略と法律 攻めのビジネスQ&A』日経BP社、2018年10月。ISBN 9784822257026。
  - 中崎隆・安藤広人・板倉陽一郎・永井徳人・吉峯耕平 編『データ戦略と法律 攻めのビジネスQ&A』（改訂版）日経BP、2021年8月。ISBN 9784296109920。